# Cantó de Tolosa-6
El cantó de Tolosa-6 és un cantó francès del departament de l'Alta Garona, a la regió d'Occitània. Està inclòs al districte de Tolosa, està format només per la part del municipi que és cap de la prefectura, Tolosa de Llenguadoc.

## Barris
- Bonafe
- Jolimont
- Lo Rasin
- Las Mazadas
- Los Minimes
- Marengo
- Negreneis
- Periòla